# Hierodula nicobarica
Hierodula nicobarica es una especie de mantis de la familia Mantidae.

## Distribución geográfica
Se encuentra en las islas de Nicobar.